# Julius von Egloffstein (General)

Julius von Egloffstein

Julius Emil Friedrich Freiherr von und zu Egloffstein (* 8. Mai 1803 in Weimar; † 23. Dezember 1861 in Oldenburg) war ein oldenburgischer Generalleutnant sowie von 1848/49 und 1857/61 Vorsitzender des oldenburgischen Militärdepartements. 

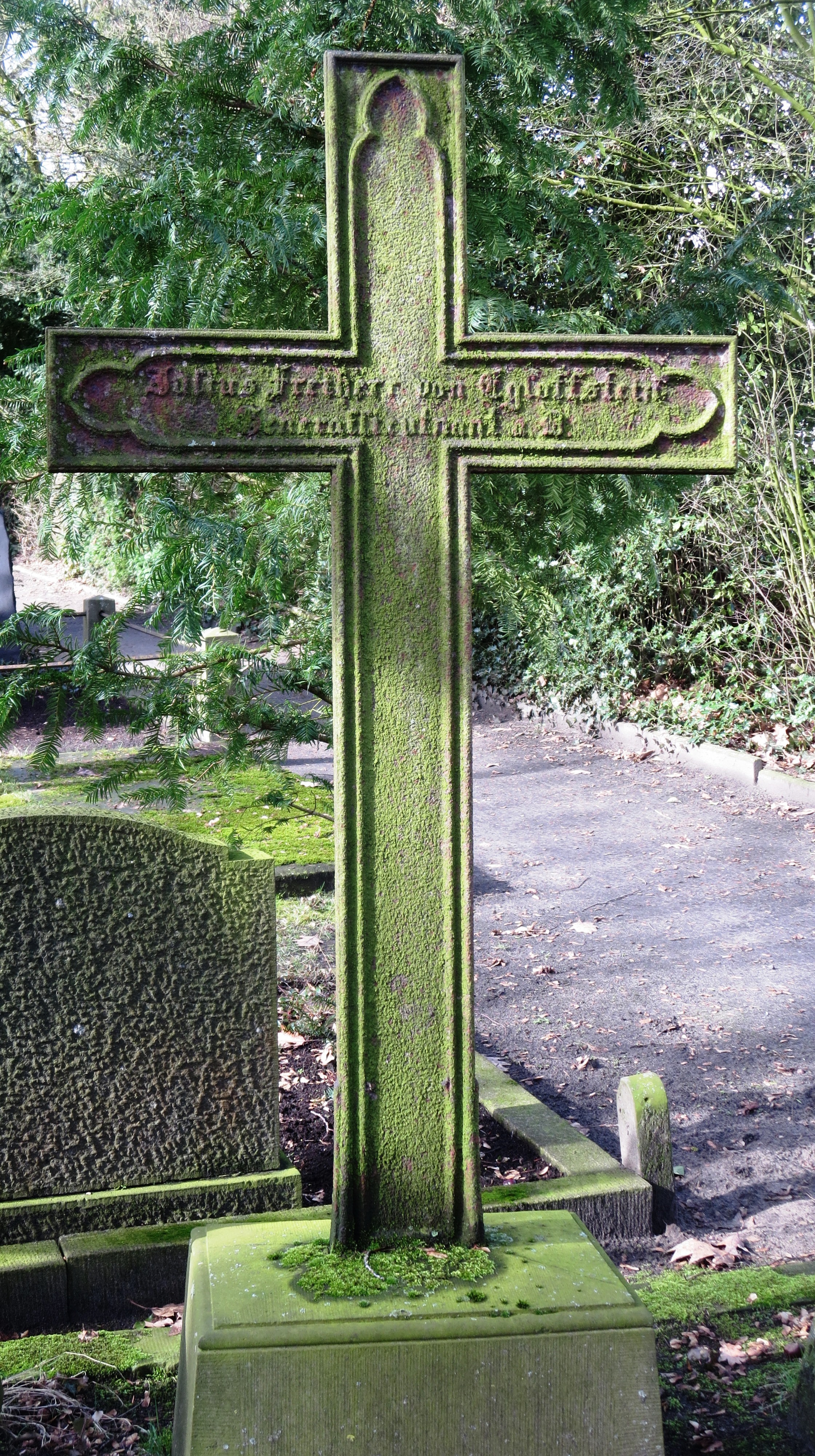
Grabkreuz auf dem Gertrudenfriedhof

## Leben

### Herkunft
Julius entstammte dem fränkischen Uradelsgeschlecht Egloffstein. Er war der Sohn des sachsen-weimarischen Generalmajors Friedrich Gottfried Freiherr von und zu Egloffstein (1769–1848) und dessen zweiter Ehefrau Dorothea, geborene von Lenthe (1775–1840).

### Militärkarriere
Wie sein Vater trat Egloffstein in den Militärdienst ein, diente zunächst von 1819 bis 1821 in der Bayerischen Armee und dann von 1822 bis 1830 im Truppenkontingent von Sachsen-Weimar. 1829 wurde er zum Hauptmann ernannt und zwei Jahre später wechselte er als Hauptmann, Adjutant und Kammerherr in oldenburgische Dienste über. Hier freundete er sich mit Ludwig Starklof an. 1839 übernahm Egloffstein als Vorstand die Leitung der Oldenburgischen Militärkanzlei und wurde 1846 zum Major befördert. Am 28. September 1848 wurde er zum Mitglied des Staatsministeriums berufen, in dem er bis zum 26. April 1849 das Militärdepartement leitete. Im Zuge der Bildung einer konstitutionellen Regierung nach der Deutschen Revolution von 1848/49 gab er diese Position wieder ab und übernahm am 28. August 1850 das Kommando des Reiter-Regiments. Nach dem Ausscheiden des Ministers Berthold Diedrich Römer wurde er am 6. August 1857 erneut zum Vorstand des Departements der Militärangelegenheiten in der Regierung Rössing ernannt und war damit faktisch Verteidigungsminister des Großherzogtums. Gleichzeitig wurde er zum Oberst befördert und zum Generaladjutanten von Großherzog Peter II. ernannt. 1858 wurde er Generalmajor und legte sein Ministeramt am 26. November 1861 nieder. Am gleichen Tag wurde er mit dem Charakter eines Generalleutnants in den Ruhestand versetzt.

### Familie
In erster Ehe war Egloffstein mit Sophie Johanne Friederike Freiin von Pretlack (1814–1847) vermählt, der Tochter des Großherzoglich Hessen-Darmstädtischer Kammerherrn und Oberforstmeisters Karl Friedrich Ludwig von Pretlack. In zweiter Ehe war er mit Caroline Louise geb. von Rennenkampff (1828–1906), der Tochter des Oberkammerherrn Alexander von Rennenkampff (1783–1854), verheiratet. Sein Sohn Leonhard (1842–1904) war oldenburgischer Kammerherr und preußischer Generalmajor. Die Tochter Johanna (1842–1926) heiratete den Kunstmaler Friedrich von Winterfeldt (1830–1893).